# دورچ
دورچ (به صربی: Devreč) یک منطقهٔ مسکونی در صربستان است که در توتین، صربستان واقع شده‌است. دورچ ۱۰۶ نفر جمعیت دارد.